# Zagreus
Zagreus (gr. Ζαγρεύς Zagreús, łac. Zagreus) – w mitologii greckiej syn Zeusa i Persefony. Bóstwo solarne obecne także w mitologii Traków, jako syn Zbelsurda (Sbelsurdosa) i Bendidy.
Według mitu greckiego, wrodzy Zeusowi tytani wywabili małego Zagreusa z kolebki w pieczarze na górze Ida, nęcąc zabawkami, i rzucili się nań, by go zabić. Usiłując im się wymknąć, Zagreus wielokrotnie zmieniał postać; kolejno wcielał się w Zeusa, Kronosa, lwa, konia, węża, tygrysa i byka. Gdy w ostatnim wcieleniu tytani schwytali go i pożarli, zjawiła się Atena i ocaliła tylko jego serce, oddając je Zeusowi. Natomiast jego kości zostały pochowane przez Apolla w Delfach, a Zeus dokonał pomsty na tytanach uśmiercając ich piorunami.
Zeus miał później połknąć uratowane przez Atenę serce Zagreusa, a następnie wraz z Semele począć nowego boga, Dionizosa.
Mit o wskrzeszeniu Zagreusa pod postacią Dionizosa stał się ważnym elementem wierzeń orfickich. Zdaniem niektórych badaczy ma on swą genezę w wierzeniach ludów trackich.

## W kulturze
- Zagreus jest głównym bohaterem gry komputerowej Hades, wydanej w 2020 roku[2].